# Лусія Іріарт

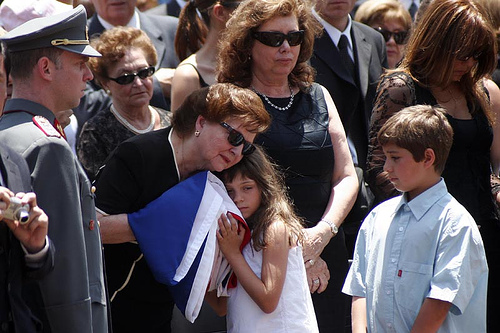
Лусія Іріарт Родрігес та члени її сім'ї на похоронах свого чоловіка Аугусто Піночета 12 грудня 2006 року.

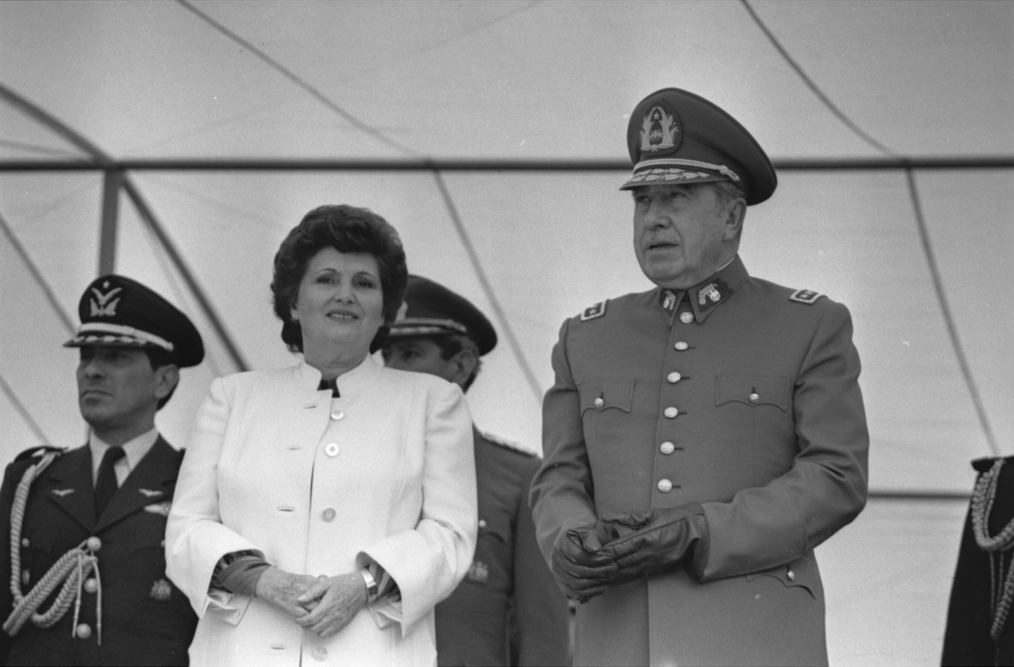
Люсія Хіріарт та Аугусто Піночет

Марія Лусія Іріарт Родрігес (10 грудня 1922 — 16 грудня 2021), також відома як Лусія Іріарт де Піночет, вдова колишнього чилійського диктатора Августо Піночета.

## Ранні роки життя та освіта
Хіріарт народилася в багатій сім'ї 10 грудня 1922 року в Антофагасті в сім'ї Освальдо Хіріарта Корвалана, юриста, колишнього сенатора Радикальної партії та колишнього міністра внутрішніх справ президента Хуана Антоніо Ріоса та Лусія Родрігес Ауди де Іріарт, французького походження. Вона є прямою спадкоємицею Домініка Жозефа Гарата. 

## Юридичні звинувачення
У 2005 році Хіріарт отримала позов від Чилійської внутрішньої податкової служби («Servicio de Impuestos Interno») за ухилення від сплати податків на загальну суму 2,35 мільйона доларів і через кілька місяців була арештована разом із сином Марко Антоніо. У жовтні 2007 року вона була знову заарештована в рамках справи Ріггса разом з п'ятьма дітьми Піночета та ще 17 особами (у тому числі двома генералами, одним з його екс-адвокатом та колишнім секретарем) за звинуваченням у розкраданні та використанні неправдивих даних паспортів. Їх звинуватили у незаконному перерахуванні 27 мільйонів доларів (13,2 мільйона фунтів стерлінгів) під час правління Піночета на іноземні банківські рахунки.
У серпні 2016 року Хіріарт звинуватили у використанні коштів на свою громадську організацію CEMA-Чилі. Під час перебування Піночета під домашнім арештом у Лондоні, в 1998 та 1999 роках з Чилі було здійснено дві окремі передачі. Кожен переказ становив 50 000 доларів. За словами її прокурора, ці гроші були використані на оплату витрат на життя Піночета. Два депутати Комуністичної партії Чилі Уго Гутьєррес та Кароль Каріола, а також Група родичів зниклих і затриманих (AFDD), подали позов до суду проти Хіріарти за зловживання державними активами, що належать CEMA-Чилі, за привласнення державних активів, податкові шахрайства та розкрадання. CEMA-Чилі звинувачується контролі за понад 30 об'єктів нерухомості на суму понад 18 мільйонів доларів. Під час розслідування Іріарт подала у відставку за повідомленням новин від листопада 2015 року, в якому говорилося, що вона використовувала продажі та оренду громадських земель від CEMA-Чилі для власної вигоди.

## Особисте життя
30 січня 1943 р. Хіріарт одружилася з генералом чилійської армії Августо Піночетом Угарте. У них було п'ятеро дітей: три доньки (Інес Лусія, Марія Вероніка, Жаклін Марі) та двоє синів (Августо Освальдо та Марко Антоніо).
Після падіння у своєму будинку в Сантьяго та перелому руки та кількох ребер 30 грудня 2018 року Іріарта була госпіталізована.